# (37776) 1997 GW28
1997 GW28 (asteroide 37776) é um asteroide da cintura principal. Possui uma excentricidade de 0.12947060 e uma inclinação de 6.49741º.
Este asteroide foi descoberto no dia 8 de abril de 1997 por Spacewatch em Kitt Peak.